# Ича (река, впадает в Охотское море)
Ича (Кетачан, Кетачан 1-й) — река на западном побережье полуострова Камчатка в России. Протекает по территории Быстринского и Соболевского района Камчатского края, в пределах природного парка «Быстринский».

## Гидроним
Река Ича впервые упоминается в донесениях русского землепроходца В. Атласова. Гидроним восходит к чукот. ачо — «жир, сало». По другой версии, Ича является русской транскрипцией ительменского иччь — «березняк».
Второе название, Кетачан, в переводе с эвен. означает «маленькая кета».

## Гидрография
Длина реки — 233 км, площадь водосборного бассейна — 4530 км². Скорость течения 0,5-2,0 м/с. Глубина в нижнем течении 1-3 м, ширина 50-100 м, глубина в среднем течении 0,8-2 м, ширина 20-40 м.
Берёт истоки с ледника южного склона вулкана Ичинская Сопка. В низовьях протекает по сильно заболоченной низменности, русло разбивается на несколько рукавов и проток. Впадает в вытянутую вдоль побережья мелководную лагуну, отделённую от Охотского моря низменными песчано-галечными косами.

## Ихтиофауна
В верховьях Ичи, которая также называется Кетачан, находится крупная заводь со слабым течением, куда впадают несколько горных ручьев. Этот водоём, зажатый с двух сторон застывшим лавовым потоком последнего извержения Ичинского вулкана, является местом нереста нерки. Также в других местах, где река разбивается на рукава и старицы, нерестится кета.
В пойме реки произрастает лес, состоящий из ивы, ольхи, тополя и чозении. Долина реки в верхнем течении окружена горными хребтами, здесь преобладают кочкарниковые тундры и каменноберёзовые леса, заросли ольхового и кедрового стлаников.

## Притоки
Объекты по порядку от устья к истоку ( км от устья: ← левый приток | → правый приток | — объект на реке ):
- 9 км: → Низкона
- 15 км: ← Утиный[10]
- 31 км: ← Альчик
- (? км) — п. Острог (нежил.)[10]
- 40 км: ← Кенашка
- 54 км: → Нащнощь
- 72 км: ← Молто
- 80 км: ← Тваян
- (? км): → Зеркальный[11]
- (? км): → Тумкула
- (? км): → Точил
- 105 км: → Тыркачин
- 110 км: ← Низовой[11]
- 123 км: река без названия
- 131 км: река без названия
- 133 км: → Шангычка
- 138 км: → Шануч
- 145 км: ← Химка
- 147 км: река без названия
- 156 км: река без названия
- (? км): → Гранитный
- 165 км: Базовый[12]
- 167 км: → Самки
- 169 км: ← Хим
- 174 км: ← Ченгнута
- 180 км: ← Саранская
- 181 км: ← Маршрутный
- (? км): ← Николаев
- (? км): → Зелёный[13]
- 188 км: ← Копылье

 — выше называется Кетачан —
- (? км): ← Корякский[8]
- 203 км: ← Кетачан 1-й

 — выше называется Кетачан 2-й —
- 207 км: → Неута
- (? км): ← Горный
- (? км): ← Дымный
- (? км): → Лютый[8]

## Данные водного реестра
По данным государственного водного реестра России относится к Анадыро-Колымскому бассейновому округу.